# Ágfalva
Ágfalva (německy Agendorf, Ogndoaf) je velká vesnice v Maďarsku v župě Győr-Moson-Sopron, spadající pod okres Sopron. Nachází se těsně u hranic s Rakouskem, asi 1 km západně od Sopronu, a je nejzápadnější obcí Sopronského výběžku. V roce 2015 zde žilo 2 147 obyvatel, z nichž jsou 89,1 % Maďaři, 17 % Němci, 0,6 % Chorvati a 0,4 % Romové.
Ágfalva sousedí s městem Sopron a s rakouskou obcí Schattendorf.